# 奥斯曼·萨迪克机场
奥斯曼·萨迪克机场（印尼语：Bandar Udara Oesman Sadik）是印度尼西亚北马鲁古省南哈马黑拉县巴占岛上的一座机场，主要服务城镇拉布哈。IATA代码：；ICAO代码：。

## 航空公司和目的地
| 航空公司 | 目的地   |
| -------- | -------- |
| 飛翼航空 | 特尔纳特 |
| 快速航空 | 特尔纳特 |

## 资料来源
- （印尼文） Dirjen Perhubungan Udara （页面存档备份，存于）